# Binic
Binic är en kommun i departementet Côtes-d'Armor i regionen Bretagne i nordvästra Frankrike. Kommunen ligger i kantonen Étables-sur-Mer som tillhör arrondissementet Saint-Brieuc. År 2018 hade Binic 3 826 invånare.

## Befolkningsutveckling
Antalet invånare i kommunen Binic
Referens:INSEE